# ريبيكا غايهارت
ريبيكا غايهارت (بالإنجليزية: Rebecca Gayheart)‏ (و. 1971  م) هي مخرجة أفلام، وعارضة، وممثلة تلفزيونية، وممثلة أفلام، وممثلة مسرحية أمريكية، ولدت في هازارد، بدأت مشوارها المهني سنة 1990.

## التعليم
تعلمت في مسرح لي ستراسبرغ ومعهد السينما ‏
.

## وصلات خارجية
- ريبيكا غايهارت على موقع IMDb (الإنجليزية)
- ريبيكا غايهارت على موقع ألو سيني (الفرنسية)
- ريبيكا غايهارت على موقع أول موفي (الإنجليزية)
- ريبيكا غايهارت على موقع قاعدة بيانات برودواي على الإنترنت (الإنجليزية)
- ريبيكا غايهارت على موقع قاعدة بيانات الأفلام السويدية (السويدية)
- ريبيكا غايهارت على موقع إن إن دي بي (الإنجليزية)
- ريبيكا غايهارت على موقع قاعدة بيانات الفيلم (الإنجليزية)
- ريبيكا غايهارت على موقع كينوبويسك (الروسية)